# Backtechnik europe
Das Magazin Backtechnik europe ist ein Fachmagazin in deutscher und englischer Sprache für die europäische Backindustrie und die großen Filialbetriebe weltweit. Die Zeitschrift erscheint viermal im Jahr. Sie wurde 2001 gegründet. Die Zielgruppe sind Großbäckereien in Deutschland und Europa. Das Magazin erscheint bei der Inger Verlagsgesellschaft mbH mit Sitz in Osnabrück. Verleger und Geschäftsführer ist Trond Patzphal.

## Schwerpunktthemen und Rubriken

### Rubriken
Die Zeitschrift ist aufgeteilt in die Rubriken
- Nachrichten aus der Backbranche
- Innovationen
- Porträts von Firmen der Backbranche
- Rohstoffe zur Herstellung von Backwaren
- Fachtechnik und Robotik
- Betriebsreportagen aus Industriebäckereien
- EDV in Produktion und Verkauf
- VDB

Die jeweiligen Jahresinhaltsverzeichnisse können im Archiv der Backtechnik Europe auf deren Webseite eingesehen werden.

### Themen
Schwerpunkt bilden die Themen
- Nachrichten aus dem Backwarenmarkt und der Industrie
- Neue Technik
- Rohstoffe, Sauerteige und andere Vorstufen
- Technologie der Backwarenproduktion
- Neue Projekte aus Forschung und Wissenschaft
- Robotik und Industrie 4.0
- Veranstaltungen der VDB

## Geschichte
Das Magazin Backtechnik europe  wurde 2001 von der BackMedia Verlagsgesellschaft mbH gegründet. 2014 ging die BackMedia Verlagsgesellschaft mbH in der INGER Verlagsgesellschaft mbH auf.

## Vergebene Preise
Das Magazin Backtechnik europe vergibt auf der alle drei Jahre stattfindenden IBA, der Weltleitmesse des Backens, den Backtechnik iba Award  für technische Innovationen.
Zudem zeichnet die Fachzeitschrift alljährlich den „Produktionsbetrieb des Jahres“ mit einem besonders innovativen oder außergewöhnlichen Geschäfts- oder Produktionskonzept aus.

## Partnerschaften
Backtechnik ist das offizielle Organ der Vereinigung der Backbranche (VDB). Mit der Organschaft ist der Bezug der Backtechnik europe für alle VDB-Mitglieder verbunden. Weiterhin ist Backtechnik ebenfalls das offizielle Organ der Europäischen Großbäckervereinigung Association Internationale de la Boulangerie Industrielle (AIBI).